# 黄河猴属
黄河猴属（学名：Hoanghonius）是一种已灭绝的低等灵长类动物，生活于始新世，属灵长目兔猴下目西瓦兔猴科。
黄河猴化石最初于1930年在中国山西垣曲盆地发现，奥地利古生物学家师丹斯基将其命名为斯氏黄河猴（H. stehlini）。起初黄河猴被认为是一种始镜猴，但后来的研究表明其属于兔猴类，现被归于西瓦兔猴科。